# PTGES3L
PTGES3L (англ. Prostaglandin E synthase 3 like) – білок, який кодується однойменним геном, розташованим у людей на довгому плечі 17-ї хромосоми. Довжина поліпептидного ланцюга білка становить 166 амінокислот, а молекулярна маса — 19 074.
| 10         |  | 20         |  | 30         |  | 40         |  | 50         |
| ---------- |  | ---------- |  | ---------- |  | ---------- |  | ---------- |
| MFSLPLNCSP |  | DHIRRGSCWG |  | RPQDLKIAAP |  | AWNSKCHPGA |  | GAAMARQHAR |
| TLWYDRPRYV |  | FMEFCVEDST |  | DVHVLIEDHR |  | IVFSCKNADG |  | VELYNEIEFY |
| AKVNSKPVWL |  | SVDFDNWRDW |  | EGDEEMELAH |  | VEHYAELLKK |  | VSTKRPPPAM |
| DDLDDDSDSA |  | DDATSN     |  |            |  |            |  |            |

A: Аланін

C: Цистеїн

D: Аспарагінова кислота

E: Глутамінова кислота

F: Фенілаланін

G: Гліцин

H: Гістидин

I: Ізолейцин

K: Лізин

L: Лейцин

M: Метіонін

N: Аспарагін

P: Пролін

Q: Глутамін

R: Аргінін

S: Серин

T: Треонін

V: Валін

W: Триптофан

Задіяний у такому біологічному процесі, як альтернативний сплайсинг. 